# Poliajnos
Poliajnos gr. Πoλύαινoς, łac. Polyaenus (ur. ok. 100 w Nikai (?), zm. ok. 170) – rzymski retor i adwokat pochodzenia greckiego.
Najbardziej znanym jego dziełem są Podstępy wojenne (gr. Στρατηγήματα/Stratēgḗmata) napisane dla Marka Aureliusza i Lucjusza Werusa z okazji wojny z Partami. Był także autorem zaginionej Mowy w obronie zgromadzenia macedońskiego, zaś Księga Suda wylicza inne jego dzieła: O Tebach oraz O taktyce ksiąg trzy.
Podstępy wojenne składają się z ośmiu ksiąg, z czego fragmenty piątej i szóstej nie zachowały się. W dziele zawarto 900 (w obecnej wersji, uwzględniając braki – 833) przykładów podstępów i manewrów wojennych Greków, Macedończyków, Rzymian i innych ludów. Efektem pośpiechu w pisaniu pracy z okazji bieżących działań wojennych i związanego z tym brakiem ostatecznej redakcji są obecne w niej liczne błędy, m.in. powtórzenia, mieszanie faktów historycznych a także nieporadnie konstruowane zdania w dialekcie attyckim.